# Sierra-del-Tontal-Kammratte
Die Sierra-del-Tontal-Kammratte (Ctenomys tulduco) ist eine Art der Kammratten. Die Art kommt im Westen Argentiniens vor, wo sie nur in der Provinz San Juan nachgewiesen ist.

## Merkmale
Die Sierra-del-Tontal-Kammratte erreicht eine Kopf-Rumpf-Länge von 19 Zentimetern und eine Schwanzlänge von 6,9 Zentimetern; die Hinterfußlänge beträgt 32,6 Millimeter. Es handelt sich damit um eine mittelgroße Art der Gattung. Angaben für das Gewicht liegen nicht vor. Die Rückenfärbung ist düstergrau und ähnelt der Farbe der San-Juan-Kammratte (Ctenomys johannis); die Bauchseite ist ebenfalls grau und entspricht der Färbung der Puntilla-Kammratte (Ctenomys coludo). Der Schwanz ist kurz, und auf der Oberseite befindet sich eine schwarze oder schwarzgraue Linie.
Der Schädel entspricht dem der San-Juan-Kammratte, ist jedoch deutlich kleiner. Die Paukenblasen sind vergleichsweise klein, jedoch größer als die der Mendoza-Kammratte (Ctenomys mendocinus).

## Verbreitung
Das Verbreitungsgebiet der Sierra-del-Tontal-Kammratte ist auf das westliche Argentinien begrenzt, wo sie als Endemit nur von ihrem Erstfundort in der Sierra del Tontal in der Provinz San Juan nachgewiesen ist. Die Höhenverbreitung liegt bei etwa 2700 Metern.

## Lebensweise
Über die Lebensweise der Sierra-del-Tontal-Kammratte liegen wie bei den meisten Arten der Kammratten nur sehr wenige Informationen vor. Sie lebt wie alle Kammratten weitgehend unterirdisch in Gangsystemen. Die Tiere ernähren sich vegetarisch von den verfügbaren Pflanzen, vor allem von Gräsern und Laub, und sind Einzelgänger (solitär).

## Systematik
Die Sierra-del-Tontal-Kammratte wird als eigenständige Art innerhalb der Gattung der Kammratten (Ctenomys) eingeordnet, die aus etwa 70 Arten besteht. Die wissenschaftliche Erstbeschreibung der Art stammt von dem britischen Zoologen Oldfield Thomas aus dem Jahr 1921, der sie anhand von Individuen aus Los Sombreros in der Sierra del Tontal in Argentinien beschrieb. Teilweise wurde die Art der Gelbbraunen Kammratte (Ctenomys fulvus) zugeschlagen.
Innerhalb der Art werden neben der Nominatform keine Unterarten unterschieden.

## Status, Bedrohung und Schutz
Die Sierra-del-Tontal-Kammratte wird von der International Union for Conservation of Nature and Natural Resources (IUCN) aufgrund fehlender Daten nicht in eine Gefährdungskategorie eingeordnet, sondern als „data deficient“ gelistet. Man geht davon aus, dass die Art aufgrund des sehr kleinen Verbreitungsgebietes bedroht ist; die Informationen über die Bestände und ihre Situation sind jedoch sehr begrenzt.

## Belege
1. 1 2 3 4 5 6 7  Sierra Tontal Tuco-tuco. In: T.R.O. Freitas: Family Ctenomyidae In: Don E. Wilson, T.E. Lacher, Jr., Russell A. Mittermeier (Herausgeber): Handbook of the Mammals of the World: Lagomorphs and Rodents 1. (HMW, Band 6) Lynx Edicions, Barcelona 2016, S. 533. ISBN 978-84-941892-3-4.
2. 1 2 3  Ctenomys tulduco in der Roten Liste gefährdeter Arten der IUCN 2019. Eingestellt von: C. J. Bidau, 2016. Abgerufen am 8. Mai 2020.
3. 1 2 3  Ctenomys tulduco. In: Don E. Wilson, DeeAnn M. Reeder (Hrsg.): Mammal Species of the World. A taxonomic and geographic Reference. 2 Bände. 3. Auflage. Johns Hopkins University Press, Baltimore MD 2005, ISBN 0-8018-8221-4.